# Плазенчис (Удине)
Плазенчис је насеље у Италији у округу Удине, региону Фурланија-Јулијска крајина.
Према процени из 2011. у насељу је живело 586 становника. Насеље се налази на надморској висини од 107 м.